# Conistra lutescens
Conistra lutescens är en fjärilsart som beskrevs av Edward Alfred Cockayne 1951. Conistra lutescens ingår i släktet Conistra och familjen nattflyn. Inga underarter finns listade i Catalogue of Life.